# Portret van Mevrouw Depestre, gravin van Seneffe

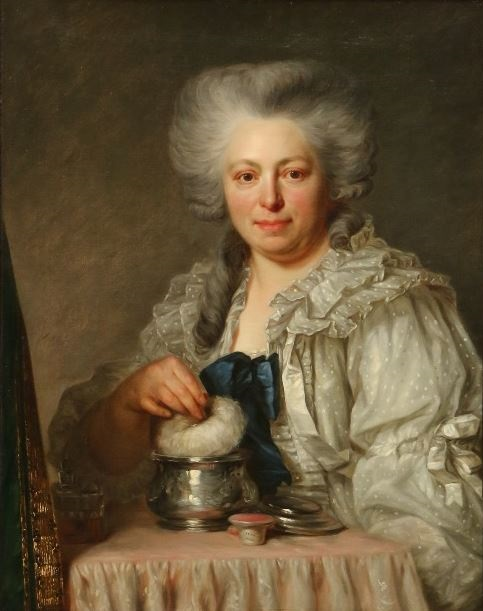
Portret van Mevrouw Depestre, gravin van Seneffe

Portret van Mevrouw Depestre, gravin van Seneffe is een portretschilderij van Isabelle Depestre, gravin van het Kasteel van Seneffe. Het schilderij is van de hand van Antoine Vestier (1740–1824), een Franse miniaturist en kunstschilder.

## Iconografie
Isabelle Depestre wordt op het schilderij afgebeeld terwijl ze haar gezicht gaat poederen, gezeten aan haar toilettafel. Ze draagt een kleed uit mousseline aan haar toilettafel, gekleed in mousseline. Het eenvoudig schilderij toont weinig voorwerpen en focust op de haar typerende blik. Vestiers schilderstijl, gevoelvol maar toch realistisch, was beïnvloed door Hyacinthe Rigaud en Nicolas de Largillière, twee barokschilders uit de Franse School.

## Achtergrond
Antoine Vestier portretteerde Isabelle Depestre reeds in 1785. Ze werd geboren als Isabelle-Claire Cogels, dochter van een Antwerpse bankier en schatbewaarder van de Franse Oost-Indische Compagnie. Haar echtgenoot was Julien Depestre, een financier uit de Oostenrijkse Nederlanden, en later graaf van Seneffe. Uit dit huwelijk werden zeven kinderen geboren, onder wie Joseph, die in 1787 eveneens op doek wordt gezet door Vestier.

## Geschiedenis
Het Portret van Mevrouw Depestre, gravin van Seneffe werd in 2017 aangekocht in Dijon door het Erfgoedfonds van de Koning Boudewijnstichting en bevindt zich in het Kasteel van Seneffe.